# Perdita chrysophila
Perdita chrysophila är en biart som beskrevs av Cockerell 1896. Perdita chrysophila ingår i släktet Perdita och familjen grävbin. Inga underarter finns listade i Catalogue of Life.